# Tilleul de danse d'Hilgershausen
Le tilleul de danse d'Hilgershausen, appelé localement Dorflinde (tilleul du village) est un tilleul de danse et un monument naturel situé dans la localité d'Hilgershausen (de), dépendant de la ville de Felsberg, arrondissement de Schwalm-Eder, land de Hesse en Allemagne.

## Histoire
Si le panneau sur place indique que l'arbre fut planté en 1640, la commune estime plutôt qu'il fut mis en terre en 1740.

## Description
C'est un tilleul à petites feuilles et à étages.

## Galerie

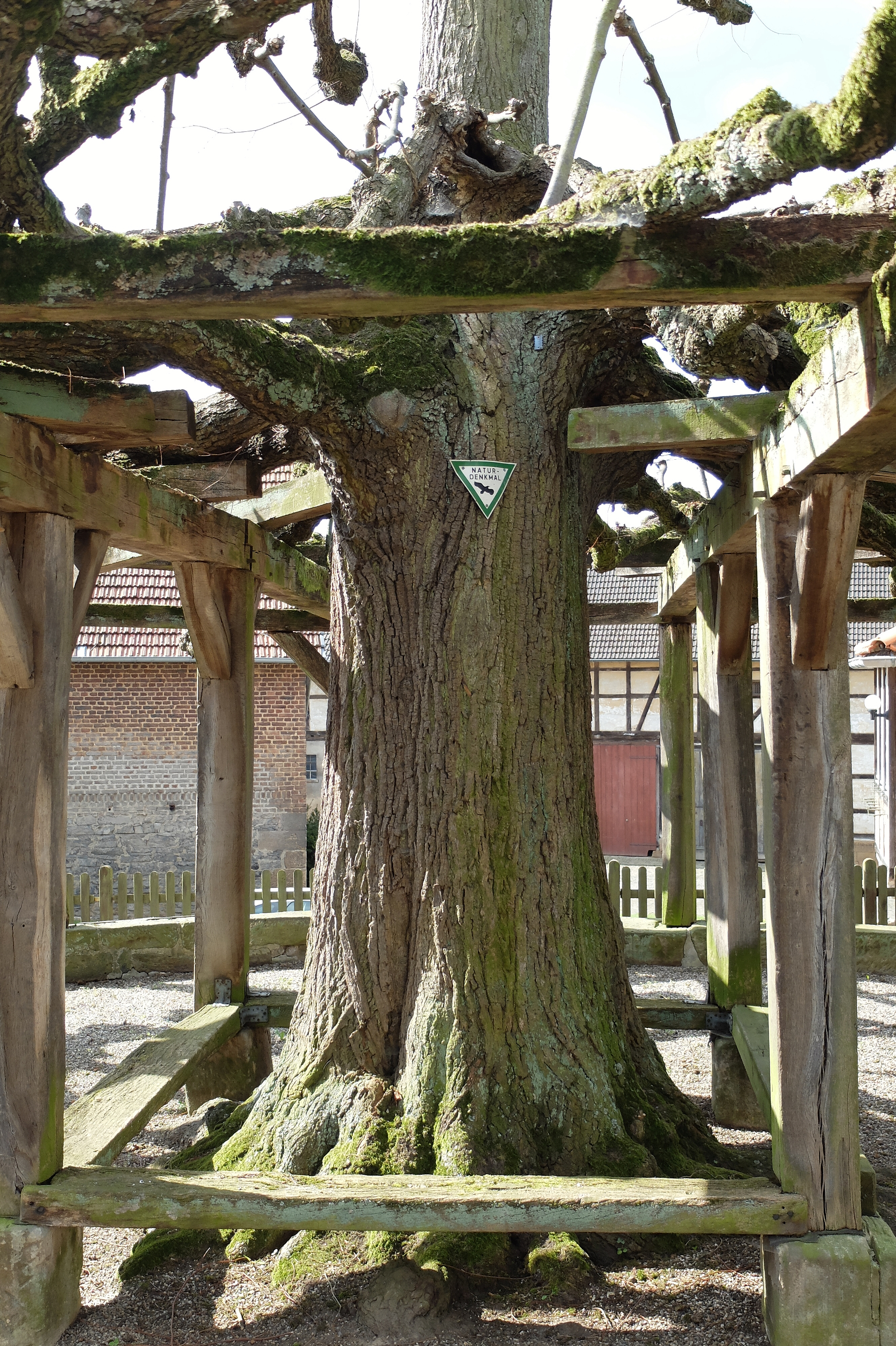
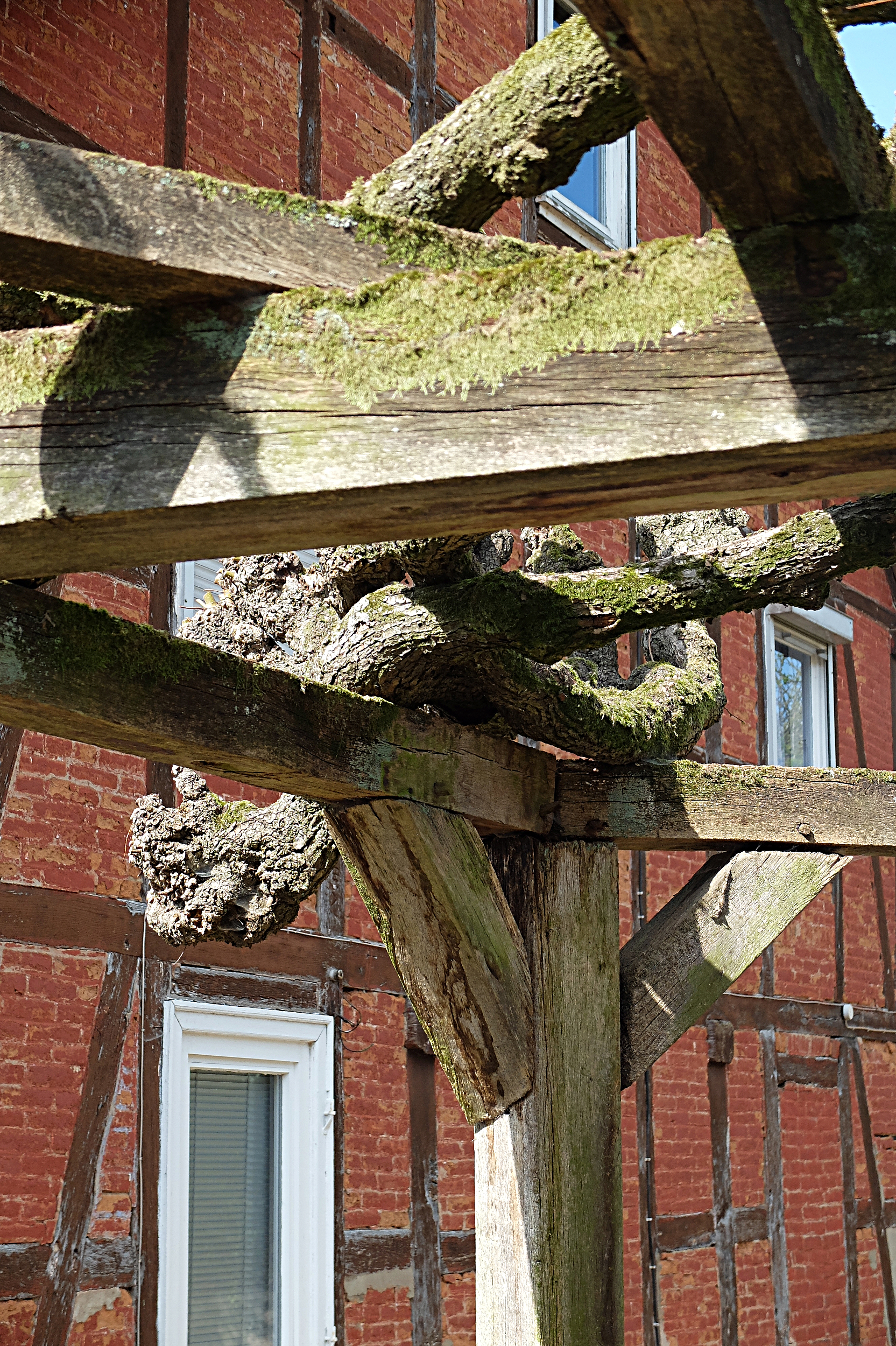
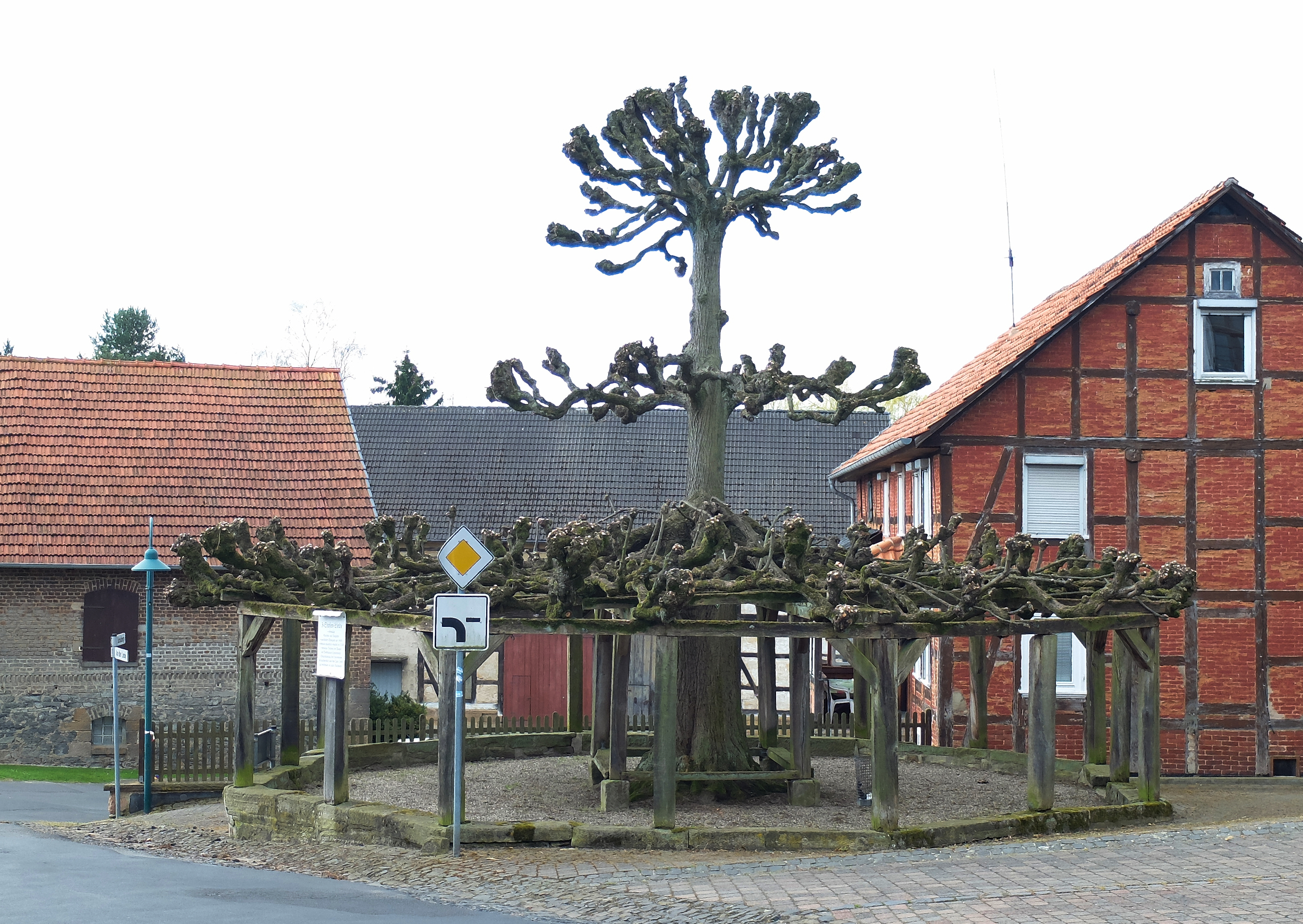
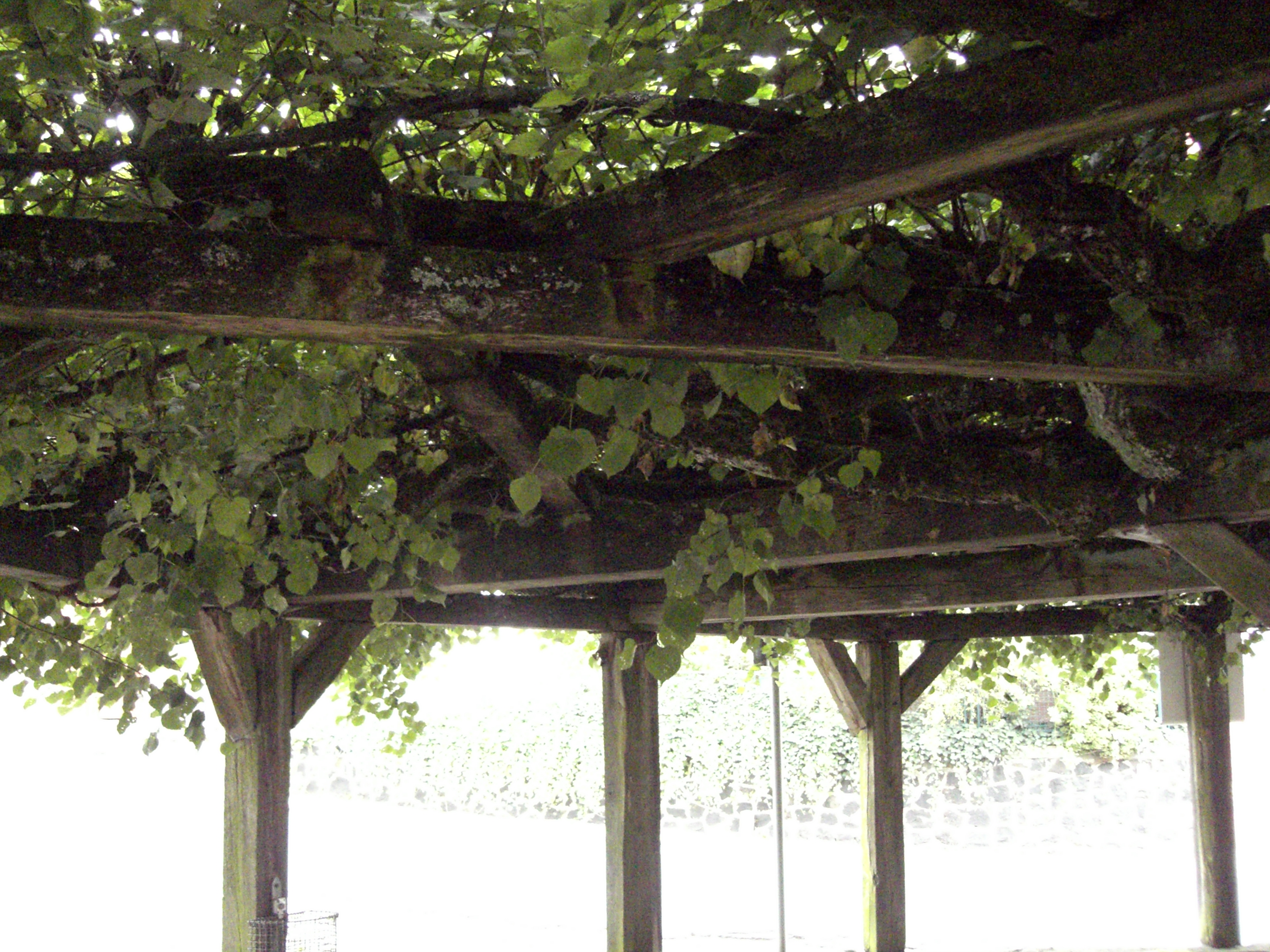